# Welcome Spring ! Festival
 (décembre 2015).
Si vous disposez d'ouvrages ou d'articles de référence ou si vous connaissez des sites web de qualité traitant du thème abordé ici, merci de compléter l'article en donnant les références utiles à sa vérifiabilité et en les liant à la section « Notes et références ».
Le Welcome Spring ! Festival est un événement se déroulant à Louvain-la-Neuve, en Belgique, rassemblant près de 15 000 personnes et dont l'organisation s'inscrit dans un esprit qui se veut accessible à tous en combinant culture, divertissement et gratuité.
L'éclectisme du Welcome Spring ! Festival font de ce festival l’événement culturel et musical annuel numéro 1 sur le site de Louvain-la-Neuve ainsi qu'en Wallonie[réf. nécessaire].

## Historique
En 1988, une poignée d'étudiants issus des diverses facultés de l'Université catholique de Louvain décident de se regrouper pour promouvoir la culture musicale à Louvain-la-Neuve. Ils créent alors un kot-à-projet sous le nom de Kot-é-Rythmes. Quelques années plus tard, les premières Fêtes de la musique de Louvain-la-Neuve sont organisées. Ce festival, totalement gratuit, se déroule dans le cadre de la Fête de la musique qui a lieu traditionnellement le 21 juin dans tout le pays. Cependant, le mois de juin étant, par définition, réservé aux examens, les Fêtes de la musique de Louvain-la-Neuve sont organisées au printemps.[réf. nécessaire]
Au fil des années, le festival a pris de plus en plus d'envergure[réf. nécessaire], tant au niveau des artistes proposés qu'au niveau de l'organisation[réf. nécessaire] à proprement parler[Quoi ?].  
En 2004, les membres du Kot-é-Rythmes ont donc décidé de constituer une Association sans but lucratif. L'édition 2005 des Fêtes de la musique de Louvain-La Neuve a rassemblé plus de 10 000 personnes, devant 11 scènes dédiées à des styles musicaux variés. 
En 2007, les Fêtes de la Musique font peau neuve[Quoi ?] et prennent un nouveau nom, le Welcome Spring ! Festival afin d’éviter toute confusion avec la Fête de la Musique organisée par la Communauté Française au mois de juin.  

## Programmation

### Années 2000

#### 2006
- Sioen
- Daan
- Major Deluxe
- DJ Furax
- Elektrash

#### 2007
- Das Pop
- Joshua
- Klub des loosers
- Puggy
- Showstar
- Cretonnerre
- Pitchutuner
- DJ Furax

#### 2008
- Vive la Fête
- The Moon Invaders
- Hollywood Porn Stars
- Vismets
- The Black Box Revelation
- Frank Shinobi
- Dan San

#### 2009
- The Infadels
- Housse de Racket
- James Deano
- Variety Lab
- Dj Orgasmic
- The sedan Vault

### Années 2010

#### 2010
- Soldout
- Naive New Beaters
- Piano Club
- The Van Jets
- DJ Missill
- Flying Orkestar

#### 2011
- Bauchklang
- Lucy Lucy
- Teki Latex
- Curry & Coco
- Integalactic Lovers
- Loulou Players
- El National Quarterback
- Pale Grey
- Fusty Delights

#### 2012
- Joshua
- Kakkmaddafakka
- School Is Cool
- AKS
- Kiss & Drive
- Yuko
- BRNS

#### 2013
- Montevideo
- Bakermat
- AkuaNaru
- Compuphonic
- Alpha 2.1

#### 2014
- Elephanz
- Compact Disk Dummies
- La Smala
- Modek
- Boogie Belgique
- Klangtherapeuten
- Pale Grey
- Exodarap
- Yellowstraps

#### 2015
- Scylla
- Salut c'est cool
- L'Or du Commun ft. Roméo Elvis
- Ganz
- Stereoclip
- Robbing Millions

#### 2016
- Aeroplane
- Demi Portion
- Jan Blomqvist
- Youssef Swatt
- Le Colisée
- La Fine Equipe (LFE)
- Jeremy Walsh
- FLVX
- Figozaurus
- Thyself

## Particularités
Le festival est entièrement organisé par les membres d'un kot-à-projet, composé de douze étudiants. Aux côtés de la population estudiantine, qui représente la part la plus importante du public[réf. nécessaire], un nombre croissant[réf. nécessaire] de résidents participe à cet évènement à la fois culturel et convivial.
En effet, tout au long de la journée, de nombreuses activités telles que le village des enfants ainsi que le village des sports sont proposées aussi bien pour les enfants, les adultes que pour les étudiants. De plus, le grand nombre de rues piétonnes contribue à l'ambiance particulière du festival.
Le Welcome Spring! Festival propose des artistes confirmés aussi bien que des jeunes talents, afin de les faire découvrir à un large public.[réf. nécessaire]

## Le Kot-é-Rythmes
En plus de l'organisation du Festival, les étudiants du Kot-é-Rythmes créent des capsules vidéos, plus connues sous le nom de « Welcome Street ». Celles-ci font partie d'un projet commun avec un autre kot-à-projet, le Photokot. Le but des « Welcome Street » est d'installer les artistes (amateurs ou professionnels) dans les plus beaux lieux de la ville de Louvain-la-Neuve pour des live acoustiques remarquables. 
Plusieurs Welcome Street ont déjà été produit : 
- Azerty - Drunk Frans
- Marty and the Magic Minds - Free
- Pale Grey - 1234 (Feist Cover)
- Dandy Shoes - 20 Years Old
- Figozaurus - Danse autour du feu.

Lors des 24 heures vélo de Louvain-la-Neuve, le Kot-é-Rythmes organise un concours jeunes talents. Ce concours s'est mis en place afin de promouvoir nos jeunes talents belges en quête de reconnaissance artistique et musicale. Concrètement, quatre groupes sont sélectionnés (sur base d’une démo) et ont la chance[non neutre] de se produire sur la plus grosse scène[réf. nécessaire] (Grand Place) lors des 24h Vélo de Louvain-La-Neuve ! Ils sont ensuite jugés par un jury composé de pointures[réf. nécessaire] du monde musical et par un public aux oreilles aiguisées[réf. nécessaire]. Mais le concours ne s’arrête pas là…[Quoi ?]
Effectivement, les deux meilleurs groupes se voient récompensés par l’honneur et le mérite d’ouvrir le Welcome Spring! Festival! [réf. nécessaire][non neutre]